# Schizostachyum biflorum
Schizostachyum biflorum är en gräsart som beskrevs av Mcclure. Schizostachyum biflorum ingår i släktet Schizostachyum och familjen gräs. Inga underarter finns listade i Catalogue of Life.